# Fiat Poughkeepsie

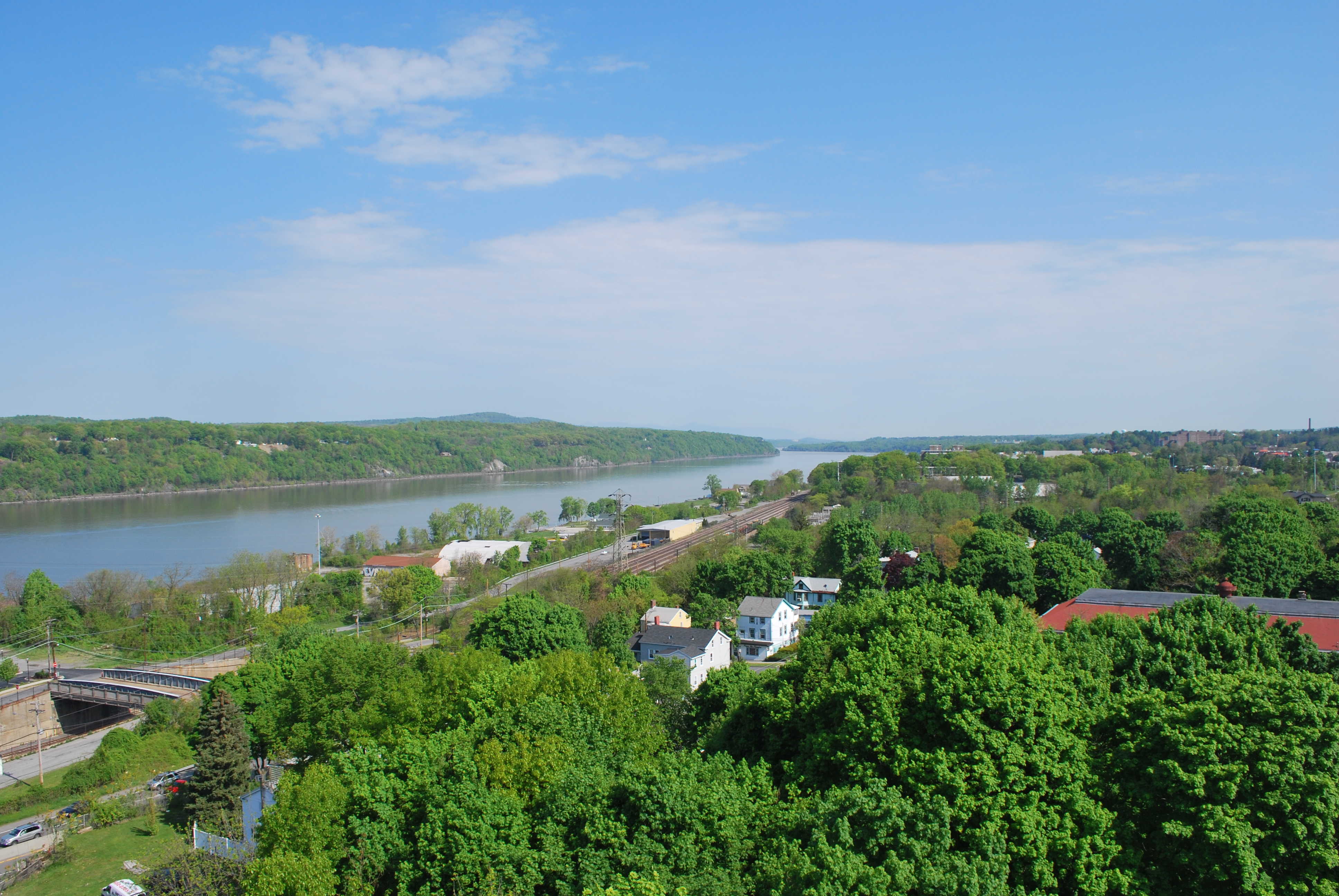
Vista de la ciudad de Poughkeepsie.

Fiat Poughkeepsie fue una fábrica de automóviles de Fiat S.p.A. Se encontraba situada en Poughkeepsie, localidad a orillas del río Hudson, en el estado de Nueva York, Estados Unidos. La planta abarcaba un vasto territorio de más de 30 acres. Fue inaugurada en 1910, pero debido a la Primera Guerra Mundial, cesó su producción en 1917. Después de servir a diferentes usos, en la última década del siglo XX el complejo fue derruido.

## Descripción
En 1908 se constituía en Estados Unidos la Fiat Automobile Co. con la financiación de inversores de Wall Street para fabricar automóviles Fiat bajo licencia. En 1909 se iniciaban las obras de la planta y en 1910 dio comienzo la producción. La parcela estaba situada en la esquina noreste de la calle de Fulton y la Ruta 9, que lleva de Nueva York a Albany. Se diseñaron unas instalaciones de inspiración mediterránea, con un exterior estucado y tejas de arcilla. Albert E. Schaaf fue designado director de la planta.
Su producción se situaba en alrededor de 350 automóviles al año. Los automóviles Fiat 35 HP eran idénticos al modelo de Fiat para Italia, pero al ser fabricados en territorio estadounidense quedaba exento del pago del 45 % de impuestos que se venía aplicando a los automóviles importados. Por su precio de 3600 a 8600 dólares de la época, muy superior a los 825 que costaba un modelo T de Ford, poseer un 35 HP era símbolo de distinción.
El 1 de septiembre de 1910 el diário Daily Eagle informaba del interés generado entre la población durante las pruebas técnicas realizadas en las calles de la localidad por el primer prototipo salido de la fábrica, que carecía de carrocería mostrando su chasis desnudo.
En 1916, en la planta se fabricaron 120 chasis para tanques para el ejército británico. Fueron realizados sobre la base de los chasis para automóviles pero con especificaciones especiales y nuevas características. Los motores eran también los de serie en los autmomóviles, de cuatro cilindros y 80 CV. Con el armamento de guerra, eran capaces de disparar 800 veces por minuto.
En 1917 Fiat S.p.A. se hizo cargo de la fábrica de Poughkeepsie. En 1918 la fabricación cesó debido a la dificultad para aprovisionarse de materiales durante Primera Guerra Mundial. La planta se vendío el 5 de febrero de 1918 a Duesenberg Motors Corporation que posteriormente se trasladaría, teniendo la planta diversos usos hasta finales del siglo XX cuando fue derribado el complejo.

## Curiosidades
- De todos los Fiat construidos en la fábrica de Poughkeepsie únicamente quedan dos. Uno de ellos se conserva y está expuesto en el Museo Nacional del Automóvil (The Harrah Collection) en Nevada.[5]